# Leopoldo Pieroni
Leopoldo Pieroni (Firenze, 9 novembre 1847 – Firenze, dicembre 1919) è stato un flautista e compositore italiano.

## Biografia

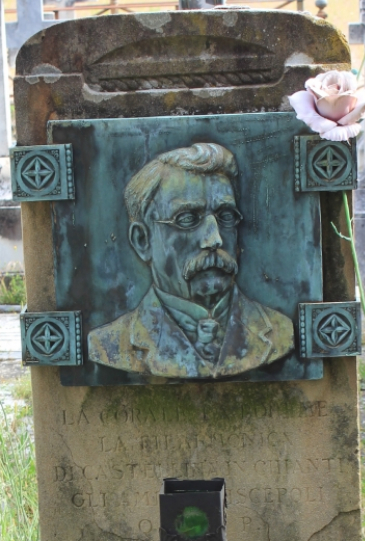
Funerary stele with portrait of Leopoldo Pieroni (Florence Cemetery)

Le notizie biografiche sono scarse; si riporta integralmente la voce Pieroni tratta da 'Fortunato Sconzo, Il Flauto e i flautisti, Milano, Hoepli 1930': Studiò il flauto col proprio padre, buon dilettante, e con Roberto Berni. Diede importanti concerti di flauto e si produsse anche quale solista valoroso in complessi orchestrali nella stessa città. Nel 1870 occupò il posto di insegnante all'Istituto dei Ciechi nella stessa Firenze. Pubblicò un meodo in cinque parti che ebbe molte edizioni, una sinfonia descrittiva, diverse cantate, musica chiesastica, vocale da camera, marcie, ballabile ed un Inno a Giuseppe Verdi.
Quando il famoso flautista Giulio Briccialdi nel 1870 ottenne l'incarico come insegnante al Reale Istituto Musicale di Firenze il modello di flauto da questi inventato ottenne un certo successo: nel 1874 fu definitivamente adottato sia nella scuola che dai molti flautisti fiorentini fra i quali proprio il Pieroni; probabilmente Pieroni stesso fu allievo per un breve periodo del Briccialdie fu proprio nel 1874 che Pieroni pubblicò per l'editore fiorentino Lapini le Tavole... pel flauto sistema Briccialdi.
Fra gli allievi più famosi di Pieroni ricordiamo Pietro Fabiani e Mario Gordigiani.

## Composizioni

### Per pianoforte o banda
- Bizzarria, Polka per pianoforte (Firenze, Bratti 1880),
- Si balla? … Si!, Polka per pianoforte (Firenze, Lapini 1896)
- Dopo le nozze, Valzer per pianoforte (o banda)
- L’Amico, Valzer per pianoforte (Firenze, Rebagli 1880)
- Beltà, Valzer per banda (Firenze, Bratti 1897)
- Umberto, Valzer per banda
- Tra i fiori, Mazurka per pianoforte
- Scintilla, Polka per pianoforte (Firenze, Bratti 1880), Op.16
- Dolce rimembranza, Mazurka per pianoforte, Op.155
- Dolore eterno, Marcia funebre, Op.170
- Onore al Merito, Marcia militare (1912), Op.188

### Con flauto
- Nozioni Musicali, (Firenze, Bratti, 1923)
- Metodo teorico-pratico per flauto e ottavino in 5 parti.
- Vita artistica, Polka per flauto e pianoforte
- Le educande di Sorrento, Concertino per flauto e pianoforte
- Musica proibita di Gastaldon, Melodia per flauto e pianoforte (Firenze, Venturini 1888)
- Sogno dorato, Pensiero sentimentale di E. Becucci per flauto e pianoforte
- Rigoletto di Verdi, Fantasia per flauto e pianoforte, Op.10
- Il dilettante di flauto – Faust di Gounod, Fantasia (Milano, Lucca 1886), Op.12
- La contessa d’Amalfi, Fantasia per flauto e pianoforte, Op.14
- Il Lombardi di Verdi, Fantasia per flauto e pianoforte, Op.15
- Il sospiro del cuore, Melodia per flauto e pianoforte, Op.17
- La Straniera di Bellini, Divertimento per due flauti e pianoforte, Op.21
- Mefistofile di Boito, Fantasia per flauto e pianoforte, Op.24
- Agilità, Mazurka per flauto, violino e pianoforte, Op.29 (Firenze, Bratti & C.) in "Serenate del dilettante, Album di Ballabili)
- La speranza, Romanza (1880), Op.37
- Amor sincero, Valzer per flauto, Op.151
- La mia uccelliera, Polka fantastica per ottavino e banda(Lapini 1875), Op.152